# Emmaboda
Emmaboda es una localidad de Suecia situada en el municipio homónimo, en la provincia de Kalmar. Tiene una población estimada, a fines de 2020, de 5054 habitantes.